# Iklan

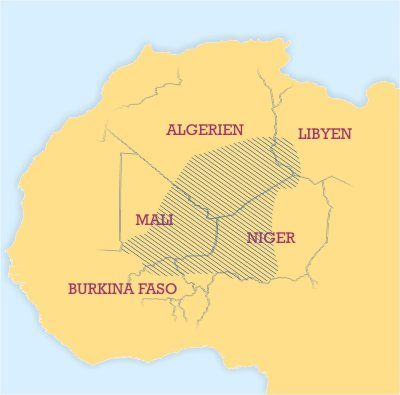
Tuareg verteilen sich über ein großes Verbreitungsgebiet in Westafrika; zumeist leben sie im Siedlungsgebiet einer Vielzahl weiterer Kulturen

Die Iklan (Sg.: Akli), auch: Éklan / Iklan in Tamascheq, Bouzou in Hausa, Bella in Songhai genannt, sind eine gesellschaftliche Klasse innerhalb des Volkes der Tuareg. Sie ist auf die Zeit der Sklaverei zurückzuführen. Dabei handelt es sich um Schwarze, die der Nobilität der Tuareg verdingt waren, beziehungsweise denen unterworfene Lebensgemeinschaften. Die Nachkommen der Iklan leben in Gemeinschaften, verteilt auf die Staaten Niger, Mali, das südliche Algerien und Libyen. Ihr Verbreitungsgebiet reicht vereinzelt bis in das nördliche Burkina Faso und Nigeria.
In den 1910er Jahren unternahm die französische Kolonialverwaltung Anstrengungen, die Sklaven der Tuareg zu befreien. Seit 1906 gilt die Sklaverei als unvereinbar mit den im französischen Westafrika vorherrschenden Grundprinzipien. Obwohl die Maßnahmen in großen Teilen griffen, leben in Teilen Westafrikas noch heute Nachfahren der Iklan in Sklaverei oder ähnlichen Beziehungen zu den Tuareg. Vergleichbar ist die Situation der Iklan mit der der Haratin, Nachkommen von Sklaven aus den Oasen der westlichen Sahara, Mauretaniens, Südmarokkos, Senegals, Algeriens und Malis. Weder die Haratin noch die Iklan bezeichnen sich als Iklan, eine Benennung, der eine negative Konnotation innewohnt.

## Das Klassensystem
Die Tuareg hatten in der Vergangenheit ein sehr ausgeklügeltes, sozial geschichtetes Gesellschaftssystem. Bis zur französischen Kolonialzeit stand den Stämmen der Tuareg der König voran. Die oberste soziale Kategorie nahm die Adelsschicht ein, die Imajaren (auch: Imajeghen/Imuhagh/Imushagh). Sie beherrschten das Kriegshandwerk und waren für die Kriegsführung zuständig. Die Ineslemen waren die Korangelehrten. Die bildeten den Kern der Tuareggesellschaft. Dahinter standen die Vasallen (Imrad), deren kardinale Funktion die Viehzucht war und Soldaten waren, die dem Oberbefehl der Imajaren unterstanden.
Gleichwohl die Iklan abhängig waren, spielten sie innerhalb des Sozialmodells eine wesentliche wirtschaftliche Rolle. Sie stellten zwar das Eigentum einer Familie dar, wurden jedoch in die Haushalte wie Familienmitglieder integriert. Häufig wurden Iklan freigelassen und erhielten abweichende Bezeichnungen, wie Iderafan, Ikawaren oder Izzegharen. Gleichwohl sie die gleiche Sprache sprechen wie ihre Obrigkeit und weithin gleiche kulturelle Bräuche pflegen, leben die Iklan zumeist abgeschieden von anderen Gemeinschaften und haben andere Gepflogenheiten.

## Geschichte und Funktion der Iklan

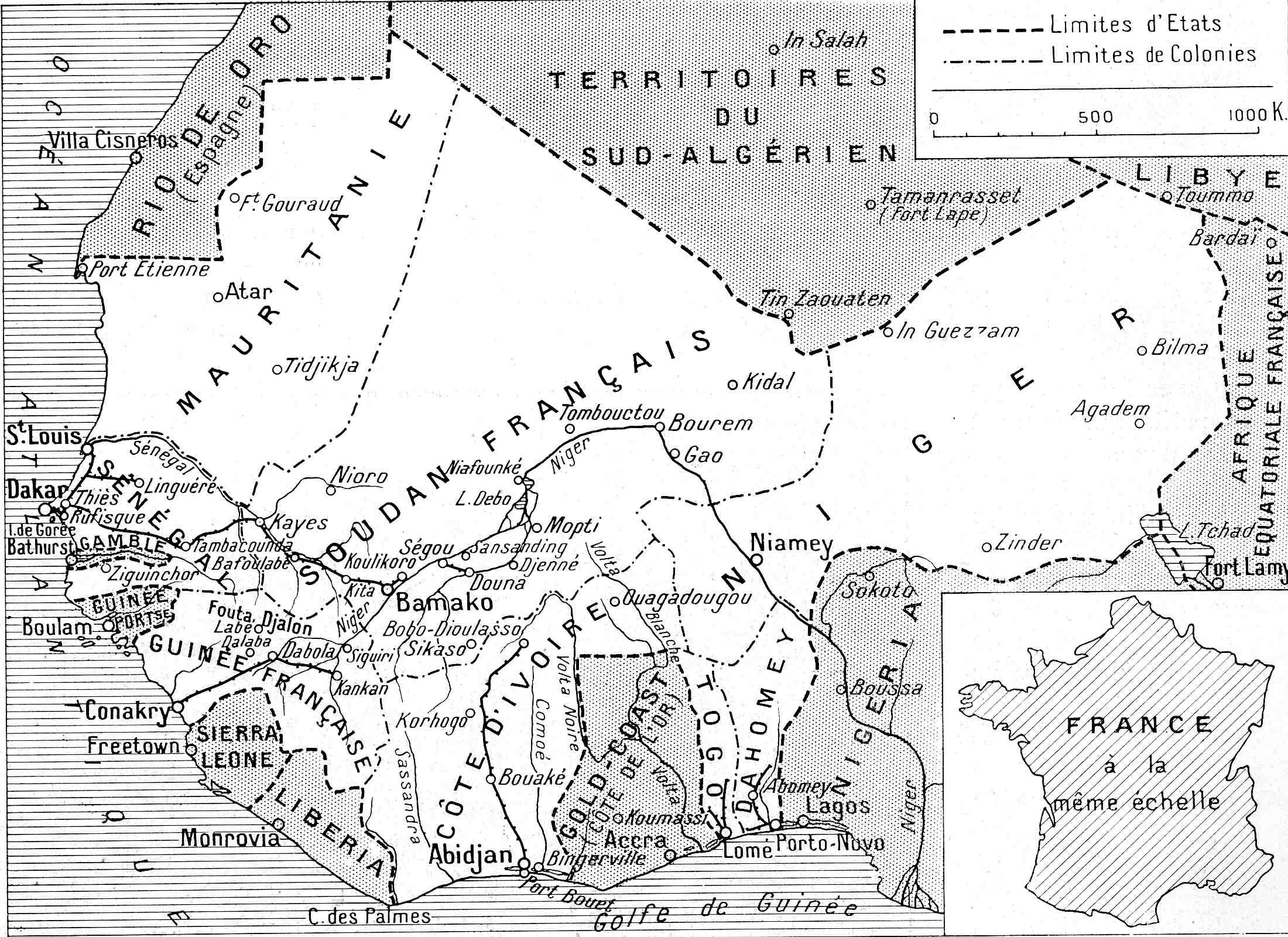
Französisch-Sudan (1936)

Bereits im 11. Jahrhundert zogen die Tuareg aus den Gebieten der Mittelmeerküste südwärts. Als kriegerisches nomadisches Berber-Volk unterwarfen sie auf ihren Raubzügen ihre Gegner und machten sie zu Kriegsgefangenen und Sklaven. Die meisten Sklaven wurden unter den subsaharischen Afrikanern, den Songhai, Zarma, Kanuri und Hausa genommen, aber auch unter konkurrierenden Tuareg-Konföderationen. Diese bildeten die Iklan-Gemeinschaften. Die Unterworfenen hatten sich in zweierlei Hinsicht mit ihren Herren zu arrangieren. Entweder lebten sie als Haussklaven (Hausangestellte) wie Familienmitglieder bei ihren Eigentümern, oder sie wurden Hirten, Bauern oder zur Salzgewinnung abgestellt. Damit waren Letztere ausschließlich außer Hauses tätig. Beide Gruppen waren Hab und Gut der Tuareg-Obrigkeit. Die gefangen genommenen Tuareg-Konkurrenten konnten sich als in der Würde noch unter die Iklan gestellt wiederfinden, genauso aber auch als Sklaven mit Privilegien.
Imajaren (Adelige) und Imrad (Vasallen) durften versklavte Frauen heiraten, wobei ihre gemeinsamen Kinder rechtlich „Freie“ waren. Reine Iklan-Familien behielten den Status der Leibeigenschaft.
Mit der französischen Kolonialzeit zerbrach der rechtliche Status der Iklan zwar grundsätzlich, denn die Sklaverei wurde abgeschafft. Gleichwohl suchten die Franzosen (nach verschiedenen Auffassungen) keine vehemente Vollstreckung, denn sie waren weit mehr daran interessiert, die traditionellen politischen und wirtschaftlichen Lebensweisen zu zerbrechen, die von den Sklaven, beispielsweise durch Hirtenwirtschaft, nur unterstützt wurde. Andererseits gehen Historiker davon aus, dass die Franzosen Versuche in großem Maßstab unternommen hätten, die Sklaven zu befreien, was besonders für die Zeit des Kaosenaufstands gelte. Trotzdem berichteten französische Beamte, dass nach dem Zweiten Weltkrieg bis zu 50.000 Bella unter unmittelbarer Kontrolle ihrer Tuareg-Obrigkeit in den Regionen Gao und Timbuktu standen. Damit konnte die Sklaverei in diesen Gegenden mehr als 40 Jahre über deren offizielle Abschaffung hinaus, überdauern. Ab 1946 begannen serienweise Massendeportationen von Tuareg-Sklaven nach Nioro du Sahel und später nach Menaka, die sich von dort aus zügig entlang des Nigertals ausbreiteten. Noch in den 1910er Jahren schätzten die Beamten der Kolonialverwaltung, dass das Verhältnis freier zu leibeigenen Menschen in Französisch-Sudan bei einem Achtel, wenn nicht bei einem Neuntel lag. Zeitgleich soll die versklavte Rimaibe-Bevölkerung der Masina-Fulbe etwa 70–80 % der Fulbe-Population ausgemacht haben. Ähnlich liegt das Verhältnis bei den Songhai. Der Historiker Martin A. Klein kommt zu dem Schluss, dass annähernd 50 % der Gesamtbevölkerung Französisch-Sudans versklavt war.

## Gegenwärtige Bedingungen
Während sich afrikanische Staaten nach ihrer Unabhängigkeitserklärung stets darum bemühten, die Sklaverei aus ihren Rechtsstatuten zu streichen, liegt bei den Tuareg eine Gemengelage vor. Mancherorts setzten sie das traditionelle Gemeinschaftswesen Freier und Unfreier fort und schafften dabei keine außerhalb der Sklaverei liegenden Freiräume. In einigen Gegenden, in denen die Bella ansässig sind (Songhai), sind noch die Nachkommen versklavt. Im Niger wurde die Sklaverei als Rechtsinstitut 2003 abgeschafft; Studien belegen jedoch, dass etwa acht % der dortigen Bevölkerung noch Unterjochte sind.

### Situation in Mali
In Mali berichteten Iklan, dass ihnen keine gleichwertigen Bildungschancen eingeräumt würden und sie ihrer Freiheitsrechte beraubt seien. Aus Gao und Menaka wurden Fälle gezielter Diskriminierung durch die lokalen Verwaltungen bekannt; betroffen seien davon insbesondere Wohnraumsuche, die Erlangung von Ausweisdokumenten, der Schutz vor Tierdiebstahl und Zugriff auf Entwicklungshilfemaßnahmen. Im Jahr 2008 berichtete die malische Menschenrechtsbewegung Temedt gemeinsam mit der international tätigen Anti-Slavery International, dass mehrere tausend Bella-Tuareg noch immer versklavt seien. Obgleich der Klageweg offensteht und Rechtsbehelfe die bestehenden Rechtsvorschriften flankieren, wird vor den malischen Gerichten ein Fall nur selten zufriedenstellend gelöst.

### Situation im Niger
Im Niger wurde die Praxis der Sklaverei im Jahr 2003 verboten. Eine Studie ergab jedoch, dass mehr als 800.000 Menschen noch immer Sklaven sind, nahezu 8 % der Bevölkerung. Sklaverei hatte im Niger eine Jahrhunderte alte Tradition und konnte überhaupt erst durch die langjährige Lobbyarbeit der Anti-Slavery International im Zusammenspiel mit der nigrischen Menschenrechts-Gruppe Timidria kriminalisiert werden.
Abstammungsbedingte Sklaverei gibt es bei mindestens vier der acht im Niger beheimateten Volksgruppen. Dabei geht es um die hellhäutigeren Gruppen der Tuareg, Fulbe, Tubu und Araber. Vermutet wird, dass entlang des rechten Nigerufers drei Viertel der Bevölkerung um 1904–1905 Sklaven waren.